# Periodický děj

Sinusoida znázorňující harmonický děj, jeden z nejběžnějších periodických dějů v přírodních jevech

Periodický děj je děj, který se ve sledované době vždy po nějakém čase neustále opakuje. 
Nejkratší doba, za kterou dochází při periodickém ději k opakování stejného stavu, se nazývá perioda a obvykle značí T. Počet opakování stejného stavu za časovou jednotku je frekvence neboli kmitočet, obvykle se značí f. 
| {\displaystyle f={\frac {1}{T}}} | \| \| \| \| \| \| \| \| |  |
|                                  |                         |  |
|                                  |                         |  |

Periodické děje jsou běžné v neživé přírodě. Již mechanické pohyby jako rotace nebo oběhy těles kolem silového centra (oběhy vesmírných těles) lze nahlížet jako periodické. Mnoho fyzikálních jevů se projevuje jako kmitání nebo vlnění, což jsou typické periodické děje. Nejedná se jen o mechanické kmitání a vlnění, ale i zvuk v akustice, v elektromagnetismu a jeho technických aplikacích pak např. střídavý proud a elektromagnetické vlny a v optice světlo). Periodické děje byly popsány i v chemii (Bělousovova–Žabotinského reakce).
Děje blízké periodickým (kvaziperiodické děje) jsou běžné i v živé přírodě (tep, cirkadiánní rytmy apod.)